# Labrikiyne
Labrikiyne (franska: Labrikiyne (CR), Labrikiyne (Commune Rurale), arabiska: الجعافرة) är en kommun i Marocko.   Den ligger i provinsen Rehamna och regionen Marrakech-Safi, 220 km sydväst om huvudstaden Rabat. Antalet invånare är 13 225.